# カルティエ

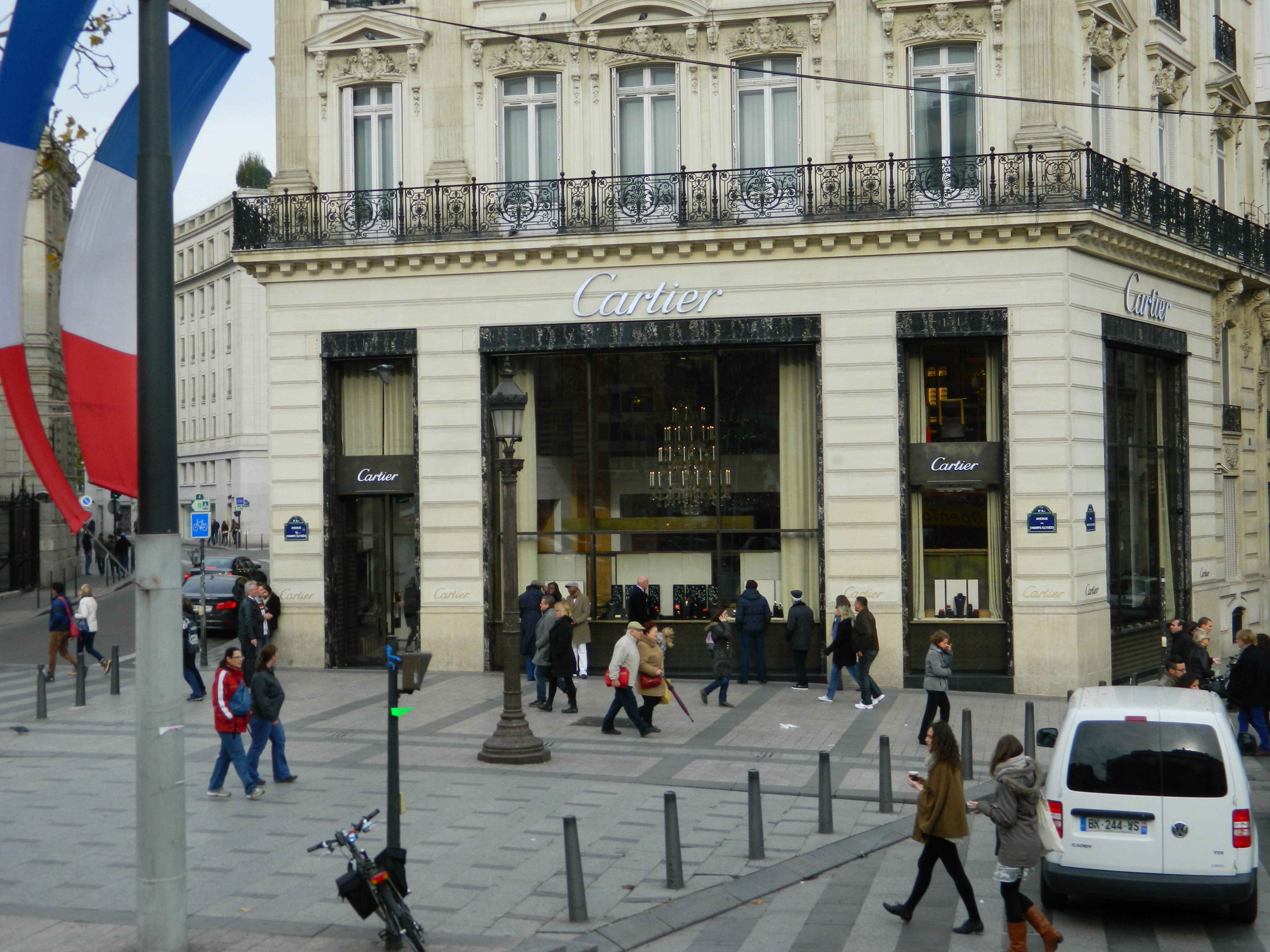
シャンゼリゼ通り（、2012年）

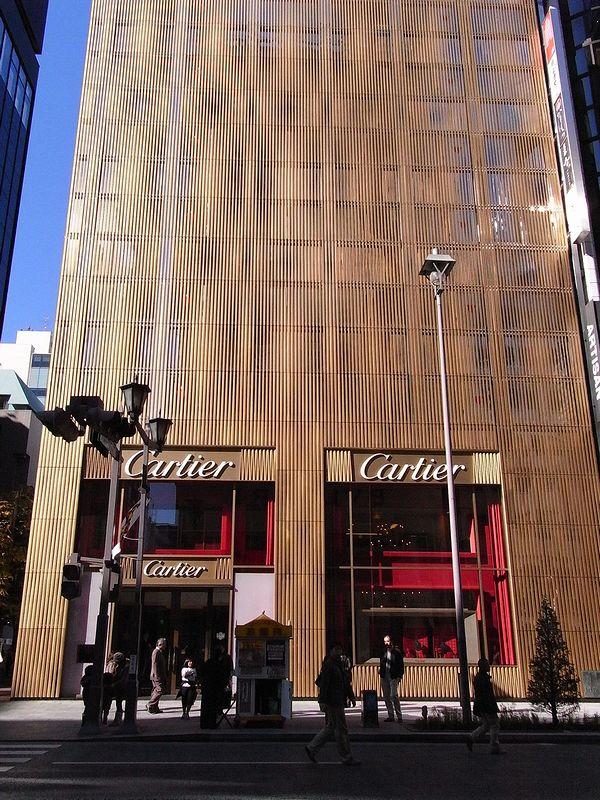
銀座のカルティエブティック（2008年11月30日撮影）

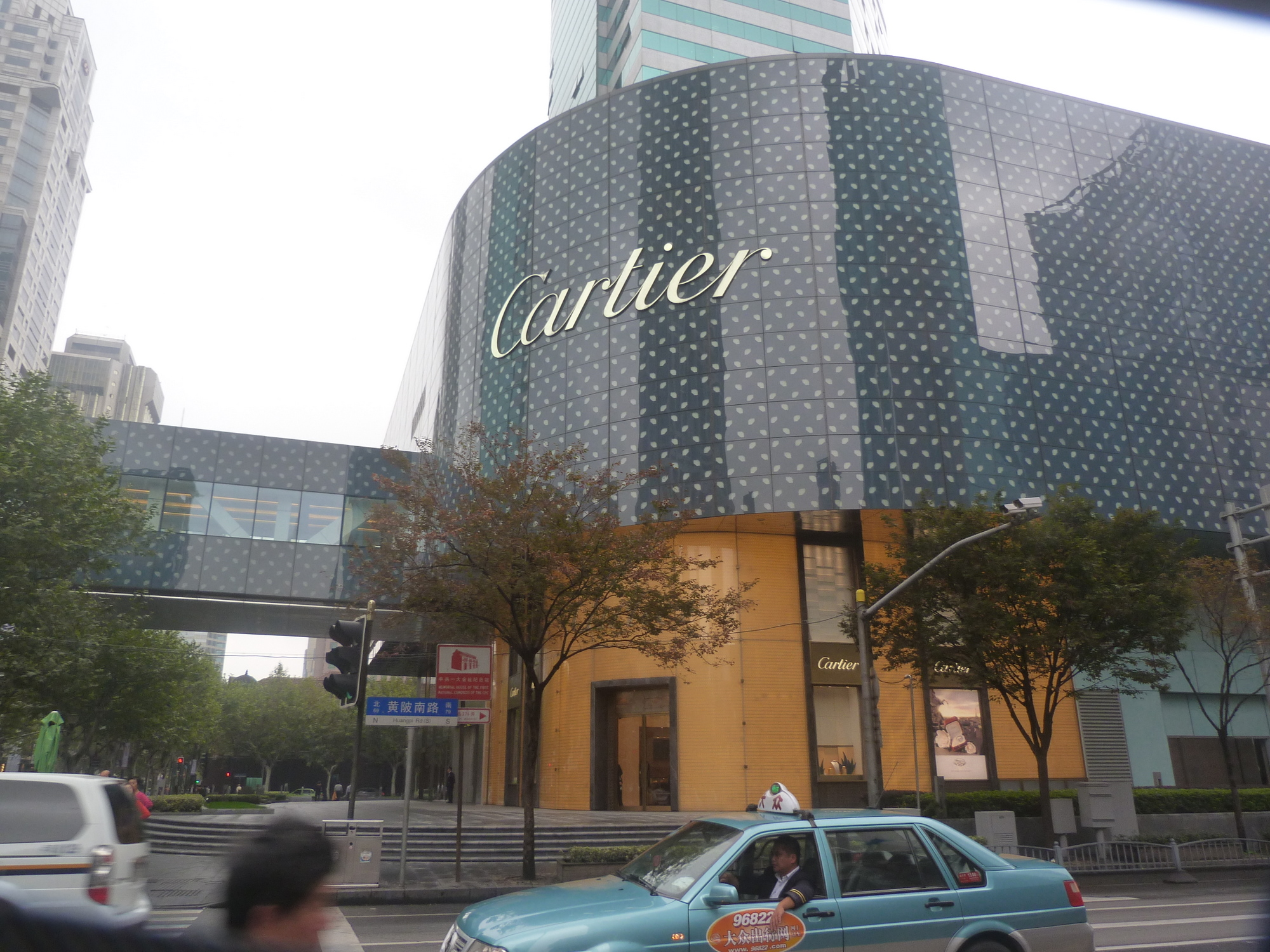
上海のカルティエブティック

カルティエ・インターナショナル（Cartier International SNC）、または単にカルティエは、宝飾品、皮革製品、時計、サングラス、眼鏡のデザイン、製造、流通、販売を行うフランスの高級品コングロマリットである。ルイ・フランソワ・カルティエ（1819-1904）が1847年にパリで創業し、1964年まで同族経営が続いた。本社はパリにあり、現在はスイスのリシュモングループの子会社である。カルティエは125カ国に200以上の店舗を展開し、パリ、ロンドン、ニューヨークに3つのテンプル（歴史的メゾン）を持つ。
カルティエは、最も名高い宝飾品メーカーのひとつとみなされている。フォーブス誌が発表した「最も価値あるブランド」ランキング（全業界を対象に世界で最も価値ある企業トップ100社を選出）では、カルティエは2020年にブランド価値122億ドル、売上高62億ドルで56位にランクインした。
カルティエは王族への販売で長い歴史を持っている。エドワード7世はカルティエを「王の宝石商、宝石商の王」と称した。1902年の戴冠式のために、エドワード7世は27個のティアラを注文し、1904年にカルティエに王室御用達証を発行した。その後、スペイン、ポルトガル、セルビア、ロシア、オルレアン家の宮廷からも同様の注文が相次いだ。

## 歴史
- 1847年 - フランス人宝石細工師ルイ＝フランソワ・カルティエ、師のアドルフ・ピカールからパリのモントルグイユ通り29番地（現在のパリ1区レ・アール地区のエティエンヌ・マルセル通り界隈）のジュエリー工房を受け継ぐ。
- 1853年 - パレ・ロワイヤルにほど近いヌーヴ・デ・プティ・シャン通り5番地（現在のパリ2区）に、個人顧客を対象としたジュエリーブティックを構える。
- 1859年 - パリ2区イタリアン大通り9番地に移転する。ウジェニー皇后が顧客となる。
- 1872年 - ルイ＝フランソワ・カルティエ、息子のアルフレッド・カルティエを共同経営者に据える。
- 1898年 - アルフレッド・カルティエ、息子のルイ・カルティエを共同経営者にする。社名を「アルフレッド・カルティエ＆フィス」に変更。
- 1898年 - ヴァンドーム広場北側のパリ2区ラ・ペ通り13番地へ移転。
- 1900年 - 長年の研究によりプラチナ使用によるガーランド様式が完成。
- 1902年 - ロンドンのニュー・バーリントン通り4番地（現在のウェストミンスター区）にロンドン支店を開店、ルイの弟ピエール・C・カルティエ（英語版）が経営を任される。
- 1904年 - 英国王エドワード7世およびスペイン国王アルフォンソ13世の御用達となる。ルイ＝フランソワ・カルティエが死去。ルイ・カルティエがアルベルト・サントス・デュモンのためにレザーストラップの腕時計をデザインする。
- 1905年 - ポルトガル国王カルロス1世の御用達となる。
- 1906年 - ジャック・カルティエ、ロンドン支店の経営を引き継ぐ。ルイとピエールとで共同経営を開始、社名を「カルティエ・フレール（兄弟）」とする。「トノーウォッチ」を作製。
- 1907年 - ロシア皇帝ニコライ2世の御用達となる。
- 1908年 - シャム国王ラーマ5世の御用達となる。
- 1909年 - ロンドン支店がニュー・ボンド・ストリート175-176番地（現在のウェストミンスター区）に移転。ピエールがニューヨークのマンハッタン区5番街712番地にニューヨーク支店を開店。
- 1917年 - ピエールがモートン・F・プラント邸を最高級真珠の2連ネックレスと交換し、ニューヨーク支店を5番街653番地へ移す。
- 1921年 - のちのエドワード8世の御用達となる。
- 1925年 - アルフレッド・カルティエ死去。
- 1941年 - ジャック・カルティエ死去。
- 1942年 - ルイ・カルティエ死去。
- 1945年 - ピエール・C・カルティエがパリおよびニューヨークの経営責任者となる。ジャック・カルティエの息子ジャン=ジャック・カルティエがロンドンのカルティエを引き継ぐ。
- 1964年 - ピエール・C・カルティエ死去。
- 1974年 - 日本で初めてのブティックが東京原宿・パレフランス2階にオープンする。
- 1979年 - 事業再編成が行われ、カルティエ・パリ、カルティエ・ロンドン、カルティエ・ニューヨークの親会社として、カルティエ・モンドが設立される。ジョゼフ・カヌイがカルティエ・モンドの社長に任命される。
- 1984年 - パリ14区にカルティエ現代美術財団が設立される。
- 1993年 - リシュモンの傘下に入る。
- 2003年 - シャンゼリゼ大通り154番地にブティックを開店。

## 代表的製品

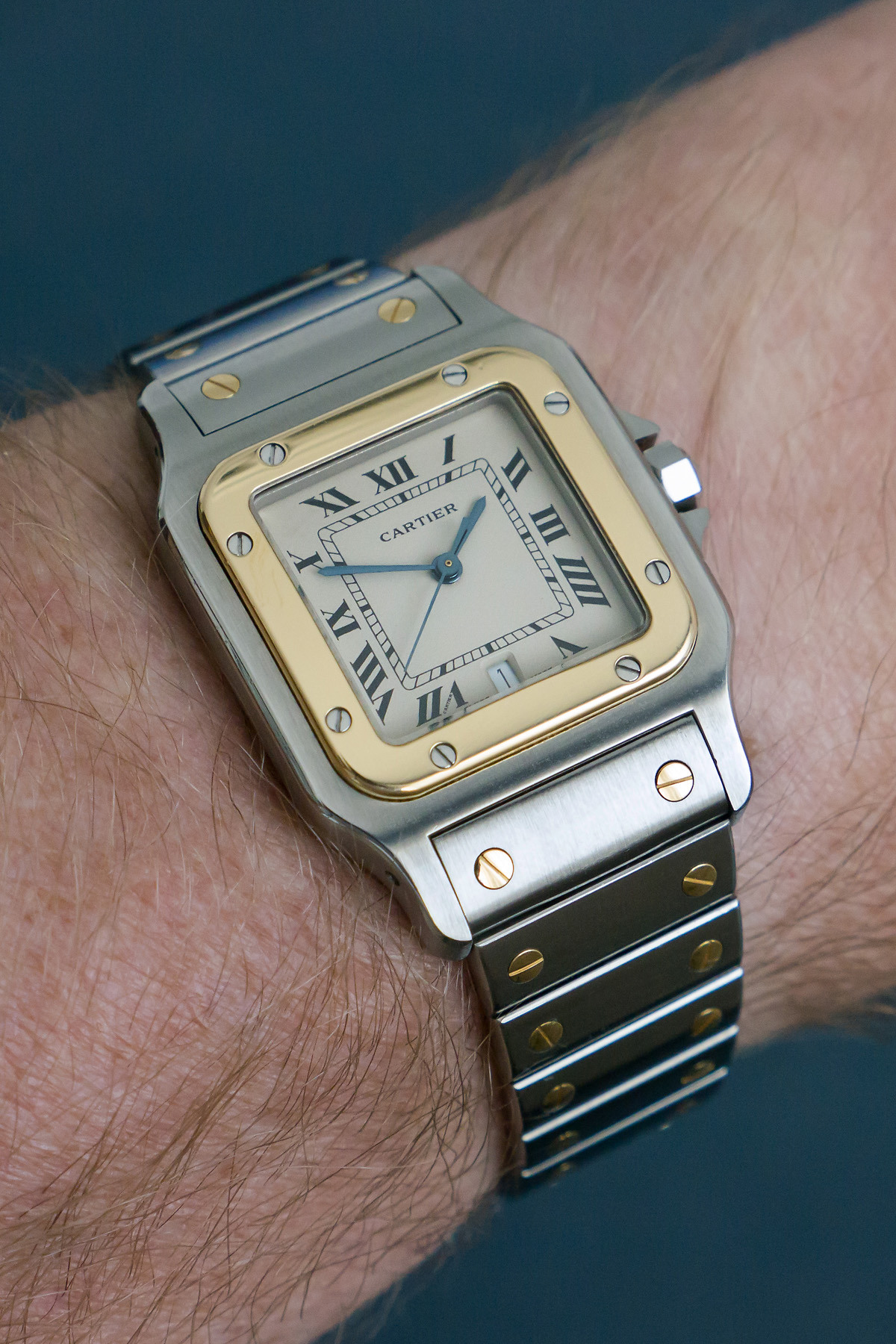
サントス

### トリニティ・リング
愛を表すピンクゴールド、友情を表すホワイトゴールド、忠誠を表すイエローゴールドの3連リング。1920年代後半ジャン・コクトーが小指に2つ嵌めて有名になった。
ただしレイモン・ラディゲに贈るため「この世に存在しないリング」を作って欲しいと注文して製作されたものが最初である」という説は日本独特の都市伝説である。

### サントス・ウォッチ
ブラジルの飛行家であるアルベルト・サントス＝デュモンから、飛行中でも操縦桿から手を放さないで時計を見られるようにと依頼されて製作された。
世界初の一般用量産腕時計として知られる。

### タンク・ウォッチ
パリの解放を記念し、戦車の形状を模して製作された。